# Lijst van rijksmonumenten in Loon op Zand (gemeente)
De gemeente Loon op Zand telt 25 inschrijvingen in het rijksmonumentenregister. Hieronder een overzicht.

## De Moer
De plaats De Moer telt 3 inschrijvingen in het rijksmonumentenregister.
| Object                                               | Oorspronkelijke functie? | Bouwjaar  | Architect     | Locatie         | Coördinaten?                 | Nr.?   | Afbeelding                                           |
| ---------------------------------------------------- | ------------------------ | --------- | ------------- | --------------- | ---------------------------- | ------ | ---------------------------------------------------- |
| Sint-Joachimkerk: Pastorie, oorspronkelijk boerderij | Kerkelijke dienstwoning  | 1894-1896 |               | Middelstraat 30 | 51° 37' 27" NB, 5° 0' 45" OL | 524406 | Sint-Joachimkerk: Pastorie, oorspronkelijk boerderij |
| Sint-Joachimkerk                                     | Kerk en kerkonderdeel    | 1902      | C.F. van Hoof | Middelstraat 26 | 51° 37' 26" NB, 5° 0' 47" OL | 524407 | Sint-Joachimkerk                                     |
| Sint-Joachimkerk: Pastorie                           | Kerkelijke dienstwoning  | 1895-1896 |               | Middelstraat 28 | 51° 37' 26" NB, 5° 0' 47" OL | 525707 | Meer afbeeldingen                                    |

## Kaatsheuvel
De plaats Kaatsheuvel telt 13 inschrijvingen in het rijksmonumentenregister. Zie Lijst van rijksmonumenten in Kaatsheuvel voor een overzicht.

## Loon op Zand
De plaats Loon op Zand telt 9 inschrijvingen in het rijksmonumentenregister. Zie Lijst van rijksmonumenten in Loon op Zand (plaats) voor een overzicht.